# 勒內·費里爾
勒內·費里爾（1936年12月7日—1998年9月15日）是一名法國前足球員，司職中場。費里爾曾代表法國國家隊在1960年歐洲國家盃入選。
費里爾於1936年出生於法國阿列省的蒂奧訥，並在愛德華·瓦夫日尼亞克的指導下在屈塞開始他的足球員生涯。1953年，皮埃爾·加隆內在費里爾贏得國家青年盃時就發掘了他。費里爾的整個職業生涯幾乎都獻給聖伊天。1957年，由讓·斯內拉帶領下，與隊友米歇爾·泰林斯基、理察·泰林斯基、勒內·多明哥、喬治·佩羅許及拉希德·梅克盧菲一同為聖伊天奪得首個法甲聯賽冠軍的頭銜。隨後又為聖伊天於1962年奪得法國盃，但是聖伊天於該球季降班至法乙，但是翌年取得法乙冠軍升班回法甲，並於1964年帶領聖伊天再奪法甲冠軍。費里爾擁有所有作為中場的素質－包括健壯、無私，熱情。

## 外部鏈接
- René Ferrier Profile （页面存档备份，存于）
- Profile （页面存档备份，存于）